# Klone
Klone ist eine französische Rock-Band, die im Jahr 1995 in Poitiers gegründet wurde. Ihre Wurzeln hat die Band im Extreme- und Progressive-Metal; im Laufe ihres Bestehens entwickelte sie sich zunehmend Richtung Progressive- und Post-Rock.

## Geschichte
Die Band wurde im Jahr 1995 von Sänger David, Gitarrist Guillaume Bernard, Bassist Julien Comte und Schlagzeuger Laurent Thomas gegründet. Gitarrist Mika Moreau und Keyboarder und Saxophonist Matthieu Metzger traten der Band 1999 bei. In den Folgejahren entwickelten sie einige Stücke und hielten einige, kleinere Auftritte.
Ihr erstes Album namens Duplicate veröffentlichten sie im Jahr 2003 ohne die Unterstützung eines Labels. Das Album wurde von Ivan „Jordan Master“ Herceg abgemischt und von Jean-Pierre Bouquet im L’Autre Studio gemastert.
Im Jahr 2004 folgte EP High Blood Pressure. Nach der Veröffentlichung folgte eine Tour zusammen mit Gojira, Aborted, Psykup, Scarve, Defdump, Drowning, Sleepers, Comity, Eyeless, Stereotypical Working Class und Hertz and Silence.
Bassist Julien Comte stieg 2006 aus und wurde durch Hugues Andriot ersetzt. Die Band spielte im folgenden Jahr auf dem Hellfest, auf dem sie mit dem Chef von Season of Mist in Kontakt kam und einen Vertrag für zwei Alben erlangte.
Im Jahr 2008 wurde das Album All Seeing Eye bei Season of Mist veröffentlicht. Die Produktion dauerte vier Monate und wurde von Sylvain Biguet (Trepalium, Comity, Mistaken Element) übernommen. Gemastert wurde das Album wieder von Jean-Pierre Bouquet. Auf dem Album war Joe Duplantier (Gojira, Cavalera Conspiracy) als Gastsänger im Titellied zu hören. Nach der Veröffentlichung folgte eine Tour durch Frankreich und einige andere Länder.
Danach betrat die Band zusammen mit Franck Hueso (Hacride, Mistaken Element) das Studio. Das Album Black Days wurde im Jahr 2010 bei Season of Mist veröffentlicht. Auf dem Album war auch eine Coverversion von Björks Army of Me enthalten. Auf dem neuen Album waren der neue Bassist Jean Etienne Maillard und Schlagzeuger Florent Marcadet zu hören.
Im Jahr 2011 veröffentlichte sie die EP The Eye of Needle.

## Stil
Auf ihrer Website gibt die Band Meshuggah, Porcupine Tree, Coroner, Devin Townsend, Opeth, Tool, Isis, Aphex Twin, Björk und Neurosis als ihre Haupteinflüsse an. Charakteristisch ist die Vielschichtigkeit der Lieder, sowie deren komplexer Aufbau. Auch ist die Verwendung von anspruchsvollen Rhythmen stiltypisch.

## Diskografie

### Alben
- 2003: Duplicate (Eigenveröffentlichung)
- 2008: All Seeing Eye (Season of Mist)
- 2010: Black Days (Season of Mist)
- 2012: The Dreamer's Hideaway (Season of Mist)
- 2015: Here Comes the Sun (Pelagic Records / Verycords / Klonosphere)
- 2019: Le Grand Voyage (Kscope)
- 2023: Meanwhile (Kscope)
- 2024: The Unseen (Pelagic/Cargo)

### EPs
- 2004: High Blood Pressure (Klonosphere)
- 2011: The Eye of Needle (Eigenveröffentlichung)